# Dometorina plantivaga
Dometorina plantivaga är en kvalsterart som först beskrevs av Berlese 1895.  Dometorina plantivaga ingår i släktet Dometorina och familjen Hemileiidae.

## Underarter
Arten delas in i följande underarter:
- D. p. plantivaga
- D. p. brasiliana
- D. p. insularis
- D. p. saxicola